# Liga Narodów UEFA (2024/2025)/Grupa C3
W Grupie C3 Ligi Narodów UEFA 2024/25 brały udział następujące zespoły:
- Białoruś
- Bułgaria
- Irlandia Północna
- Luksemburg

## Tabela
| Lp. | Drużyna               | M | Z | R | P | B+ | B- | +/– | Pkt | Awans, kwalifikacja lub spadek |  | Irlandia Północna | Bułgaria | Białoruś | Luksemburg |
| --- | --------------------- | - | - | - | - | -- | -- | --- | --- | ------------------------------ |  | ----------------- | -------- | -------- | ---------- |
| 1   | Irlandia Północna (A) | 6 | 3 | 2 | 1 | 11 | 3  | +8  | 11  | awans do Dywizji B             |  |                   | 5–0      | 2–0      | 2–0        |
| 2   | Bułgaria (B)          | 6 | 2 | 3 | 1 | 3  | 6  | −3  | 9   | baraż o awans                  |  | 1–0               |          | 1–1      | 0–0        |
| 3   | Białoruś              | 6 | 1 | 4 | 1 | 3  | 4  | −1  | 7   |                                |  | 0–0               | 0–0      |          | 1–1        |
| 4   | Luksemburg (B)        | 6 | 0 | 3 | 3 | 3  | 7  | −4  | 3   | klasyfikacja 4. miejsc         |  | 2–2               | 0–1      | 0–1      |            |

## Wyniki
| 5 września 2024 | Irlandia Północna        | 2:0   | Luksemburg |                                                           |
| 20:45 CEST      | McNair 11' · Ballard 17' | (2:0) |            | Windsor Park, Belfast Widzów: 17 213 Sędzia: Marian Barbu |

| 5 września 2024 | Białoruś | 0:0   | Bułgaria |                                                                  |
| 20:45 CEST      |          | (0:0) |          | ZTE Aréna, Zalaegerszeg (Węgry) Widzów: 0 Sędzia: Ovidiu Hațegan |

| 8 września 2024 | Luksemburg | 0:1   | Białoruś    |                                                                      |
| 15:00 CEST      |            | (0:0) | 76' Hramyka | Stade de Luxembourg, Luksemburg Widzów: 6820 Sędzia: Lawrence Visser |

| 8 września 2024 | Bułgaria     | 1:0   | Irlandia Północna |                                                                               |
| 18:00 CEST      | Despodow 40' | (1:0) |                   | Stadion Christa Botewa, Płowdiw Widzów: 14 300 Sędzia: Anastasios Sidiropulos |

| 12 października 2024 | Bułgaria | 0:0   | Luksemburg |                                                                    |
| 18:00 CEST           |          | (0:0) |            | Stadion Christa Botewa, Płowdiw Widzów: 15 800 Sędzia: David Šmajc |

| 12 października 2024 | Białoruś | 0:0   | Irlandia Północna |                                                                     |
| 20:45 CEST           |          | (0:0) |                   | ZTE Aréna, Zalaegerszeg (Węgry) Widzów: 0 Sędzia: Henrik Nalbandian |

| 15 października 2024 | Irlandia Północna                                     | 5:0   | Bułgaria |                                                             |
| 20:45 CEST           | Price 15', 29', 81' · Mitow 32' (sam.) · Magennis 89' | (3:0) |          | Windsor Park, Belfast Widzów: 17 891 Sędzia: Jérôme Brisard |

| 15 października 2024 | Białoruś        | 1:1   | Luksemburg         |                                                                    |
| 20:45 CEST           | Paliciewicz 54' | (0:0) | 78' (k.) Rodrigues | ZTE Aréna, Zalaegerszeg (Węgry) Widzów: 0 Sędzia: Atilla Karaoğlan |

| 15 listopada 2024 | Luksemburg | 0:1   | Bułgaria   |                                                                    |
| 20:45 CET         |            | (0:1) | 23' Krajew | Stade de Luxembourg, Luksemburg Widzów: 8307 Sędzia: Juri Frischer |

| 15 listopada 2024 | Irlandia Północna              | 2:0   | Białoruś |                                                           |
| 20:45 CET         | Ballard 50' · Charles 63' (k.) | (0:0) |          | Windsor Park, Belfast Widzów: 18 044 Sędzia: Luís Godinho |

| 18 listopada 2024 | Luksemburg                | 2:2   | Irlandia Północna       |                                                                     |
| 20:45 CET         | Korać 72' · Rodrigues 75' | (0:1) | 19' Price · 50' Bradley | Stade de Luxembourg, Luksemburg Widzów: 6870 Sędzia: Elchin Masiyev |

| 18 listopada 2024 | Bułgaria      | 1:1   | Białoruś     |                                                                      |
| 20:45 CET         | Panajotow 12' | (1:0) | 70' Kawaljow | Stadion Christa Botewa, Płowdiw Widzów: 2200 Sędzia: Allard Lindhout |

## Strzelcy

### 4 gole
- Isaac Price

### 2 gole
- Daniel Ballard
- Gerson Rodrigues

### 1 gol
- Waleryj Hramyka
- Jurij Kawaljow
- Siarhiej Paliciewicz
- Kirił Despodow
- Andrian Krajew
- Wasił Panajotow
- Conor Bradley
- Dion Charles
- Josh Magennis
- Paddy McNair
- Seid Korać

### Gole samobójcze
- Dimitar Mitow (dla Irlandii Północnej)